# The Dark Knight III: The Master Race
«Темний Лицар III: Вища раса» (англ. The Dark Knight III: The Master Race, також відомий як DK3) — восьмисерійний комікс, виданий DC Comics у форматі обмеженої серії, написаний спільно Френком Міллером і Браяном Аззарелло та ілюстрований Міллером, Енді Кубертом і Клаусом Дженсоном.
Серія є продовженням «The Dark Knight Returns» (1986) і «The Dark Knight Strikes Again» (2001).

## Сюжет
Три роки минуло з часу смерті Лекса Лютора. Відтоді Брюса Вейна ніхто не бачив. Невідомий розбиває вітрину і забирає з бетпечери костюм Бетмена.
Лунає розповідь злочинця, який стверджує, що коли втікав від копів і його вже мало не вбили, на поліцейських напав Бетмен.
У джунглях Диво Жінка та мінотавр зійшлись у смертельній сутичці. Диво Жінка перемагає велетенського бика та повертається разом із сином у нове місто амазонок.
Супермен загадково покритий льодом у власній Фортеці Самотності. Його донька Лара поряд із ним.
Комісар Еллен Їндел сидить біля занедбаного прожектора бет-сигналу, коли їй повідомляють, що знайшли Бетмена. У шаленій гонитві Бетмена оточують і до напівсмерті лупцюють озвірілі копи. Комісар Їндел здирає маску з нього та, побачивши, що це насправді жінка, розпитує де знаходиться Брюс Вейн. На що отримує від Керрі Келлі відповідь: «Брюс Вейн мертвий».

## Відгуки
Перший випуск серії став місячним бестселером серед коміксів у листопаді, реалізувавши 440 234 копій.